# A hetvenkedő sün
A hetvenkedő sün 2004-ben bemutatott magyar 2D-s számítógépes animációs film, amely Kormos István műve alapján készült. A filmet Richly Zsolt írta és rendezte, a zenéjét Ágoston Béla szerezte, a producere Mikulás Ferenc volt.

## Alkotók
- Mesélő: Haumann Péter
- Írta és rendezte: Richly Zsolt
- Zenéjét szerezte: Ágoston Béla
- Mozgáspróba operatőr: Gönczöl Gábor
- Számítógépes operatőr: Nagy György
- Hangmérnök: Nyerges András Imre
- Figuraterv és háttér: Berta Ágnes
- Számítógépes grafika: Neuberger Gizella
- Mozdulattervezők: Balajthy László, Erdei Miklós
- Rajzolták: Horváth Anita, Kordás Erika, Krisztián Gabriella, Siposné Mészáros Klára
- Képtervezők: Balajthy László, Nyúl Zsuzsanna, Tóth Roland
- Számítógépes kifestők: Barta Irén, Gyulás Kiss Ágnes
- Gyártásvezető: Vécsy Veronika
- Producer: Mikulás Ferenc

Készítette a Kecskeméti Film Kft.